# Repérage des constellations/00

## Culminations
- Lézard
- Pégase
- Verseau
- Poisson austral
- Grue
- Toucan

Lever (héliaque en juillet) de Rigel et Bételgeuse de Orion, coucher d'Ophiuchus.

## Grands alignements
L'alignement du Grand carré de Pégase culmine et partage le ciel en deux.
- Côté Nord-Est, partant du Grand carré de Pégase il passe par Algol, Capella, et atteint déjà Castor et Pollux qui sont déjà levés pour les observateurs situés suffisamment au Nord.
- Côté Sud-Ouest, la diagonale du Grand carré de Pégase permet d'identifier l'axe du Verseau, la tête du Capricorne (β Cap), et pour les observateurs australs l'arc et la tête (σ Sgr) du Sagittaire, qui n'est peut-être pas encore couché.

Le Triangle d'été est encore visible à l'ouest, et le Cygne appartient au deuxième grand alignement intéressant.
- Vers le Sud-Est, l'aile du Cygne pointe sur une zone assez obscure où l'alignement passe par les pieds de Pégase, le cou du Sagittaire, et vient finir sur Fomalhaut du Poisson austral après une traversée de près de 60°. Ce même alignement se prolonge, pour les observateurs situés dans les régions équatoriales, jusqu'à Achernar, une trentaine de degrés plus loin, dont on peut guetter le lever.
- Vers le Nord-Ouest, l'aile Nord du Cygne pointe approximativement en direction de la tête du Dragon (suivant qu'on prend l'aile droite ou la gauche, on tombe au niveau de ξ Dra, la pointe du losange, ou au niveau des "deux yeux"). Pour les observateurs nordiques, cet alignement passe par le cœur du Dragon (η Dra), Thuban (α Dra) et le bord intérieur de la "casserole" (δ et γ UMa), en train de raser l'horizon Nord.

Dans le prolongement du côté Véga - Altaïr du triangle d'été, on repère dans l'alignement la tête et les pieds du Capricorne, alignement qui se prolonge sur Al Na'ir (α Gruis) et s'achève sur Achernar.

## Description du ciel
Si peu de "grandes" constellations culminent au méridien, les constellations intéressantes ne manquent pas.
Le Grand carré de Pégase (qui n'est qu'un astérisme est en train de culminer. Côté Nord, Cassiopée et Céphée sont bien visibles. C'est le moment de commencer la légende d'Andromède, dont tous les acteurs seront bien visibles dans une heure.
Sur l'équateur céleste, on peut observer la Baleine, les Poissons et le Verseau.
Fomalhaut du Poisson austral domine l'hémisphère Sud. Pour les observateurs situés suffisamment au Sud, elle domine le Phénix et la Grue.